# Duncan McArthur
Duncan McArthur foi um político estadunidense que exerceu mandato como governador do estado de Ohio.